# Unité inter-pausale
Pour les articles homonymes, voir IPU.
Les unités inter-pausales (IPU pour Inter-Pausal Units) sont des blocs de parole ne contenant pas de pauses, provenant d'un seul locuteur et séparées par des pauses silencieuses.
On définit généralement une pause silencieuse comme un silence de plus de 200ms (durée variable selon les langues).